# Ресан Ханым-эфенди
Реса́н Ханы́м-эфе́нди (тур. Resan Hanım Efendi), также Реза́н Ханы́м-эфе́нди (тур. Rezan Hanım Efendi); 28 марта 1860, Артвин — 31 марта 1910, Стамбул) — наложница (икбал) османского султана Мурада V и мать двоих его дочерей.

## Биография
Ресан появилась на свет 28 марта 1860 года. По данным турецкого мемуариста Харуна Ачбы, родилась она в Артвине в грузинской семье Омер-бея и Фатьмы-ханым и при рождении была названа Айше. Помимо Ресан в семье была по меньшей мере ещё одна дочь — Рабия Гюльтен-ханым. Турецкий историк Недждет Сакаоглу ставит под вопрос место рождения Артвин и указывает, что у Ресан была лишь молочная сестра Шаесте.
Согласно Ачбе, в юном возрасте Ресан вместе с сестрой попала в султанский дворец. Ресан воспитывалась при дворе единокровной сестры своего будущего мужа Сенихи-султан. Именно Сениха отправила Ресан в Чыраган к уже свергнутому султану Мураду V в качестве вероятной икбал. Сакаоглу пишет лишь, что Ресан вместе с Шаесте была подарена свергнутому султану. Филизтен Ханым-эфенди пишет, то Ресан и Шаесте были подарены Мураду по случаю его восшествия на престол. Брак между Ресан и Мурадом был заключён 2 ноября 1877 года в Чырагане; Сакаоглу называет эту дату днём присвоения Ресан титула башикбал. Гюльтен-ханым также переехала в этот дворец и стала придворной дамой сестры.
Бывшему султану Ресан родила двоих дочерей: Фатьму в 1879 году и Алие в 1880 году. О рождении Фатьмы так пишет Филизтен Ханым-эфенди в мемуарах «28 лет во дворце Чыраган: Жизнь Мурада V»: «два года спустя Ресан-ханым, одна из икбал нашего господина, родила Фатиму-султан, и это событие внесло разнообразие в никогда не меняющуюся жизнь дворца. Когда у Ресан-ханым начались родовые боли, новости были отправлены во дворец Йылдыз; попросили акушерку. Султан Хамид послал Хайрие-ханым, которая была акушеркой династии». При этом, в других своих воспоминаниях Филизтен называет Ресан гёзде (наложницей) султана. 
Ачба пишет, что после смерти супруга Ресан оставалась в Чырагане, а после провозглашения Второй конституции 16 декабря 1908 года она написал прошение великому визирю Мехмеду Камилю-паше с просьбой позволить ей переехать во дворец Йылдыз, однако её просьба была отклонена. Через год ей наконец разрешили покинуть Чыраган и переехать к старшей дочери. Ещё позднее Ресан правительством был выделен отдельный дом; к этому моменту она уже тяжело болела туберкулёзом. Ресан умерла 31 марта 1910 года. По данным турецкого историка Чагатая Улучая и Недждета Сакаоглу, Ресан была похоронена в мавзолее каптан-ы дерьи Мехмеда Али-паши и его жены Адиле-султан в Эюпе. Сакаоглу также пишет, что в ответ на давление и цензуру, применяемую правящим султаном Абдул-Хамидом II в отношение семьи свергнутого султана, о похоронах Ресан было объявлено публично и они были проведены в соответствии со всеми положенными церемониями.
Ачба пишет, что после смерти Ресан её сестра Гюльтен была выселена из дома и вынуждена поселиться у племянницы Фатьмы-султан; когда Фатьма попала в списки принудительной депортации в 1924 году, Гюльтен отказалась ехать с ней и осталась в Стамбуле. Оставшись без поддержки, она оказалась в большой нужде и окончила свои дни в комнате консьержки многоквартирного дома в Стамбуле в 1933 году.